# Louis Hodes
Louis Hodes (19 juin 1934 - 30 juin 2008) est un mathématicien, informaticien et chercheur sur le cancer américain.

## Biographie
Louis Hodes obtient son baccalauréat ès sciences (BS) à l'Institut polytechnique de Brooklyn et son doctorat en philosophie (Ph.D.) du Massachusetts Institute of Technology (MIT) en 1962, sous la direction de Hartley Rogers Jr. avec une thèse sur la calculabilité. Avec John McCarthy, à la fin des années 1950 et au début des années 1960, il aide à produire les premières implémentations du langage de programmation Lisp et avec Marvin Minsky, il fait les premières recherches sur la reconnaissance visuelle des formes dans Lisp,,. Il est également crédité par certains de l'idée et d'une mise en œuvre initiale de la programmation logique,,,.
En 1966, il se lance dans la recherche sur le cancer, en particulier aux National Institutes of Health et plus tard au National Cancer Institute, où il oriente son intérêt pour la reconnaissance visuelle des formes vers des applications d'imagerie médicale,. Il travaille également sur des algorithmes efficaces de criblage de composés chimiques pour l'étude de la carcinogenèse chimique,,,,,. Son travail sur les modèles de regroupement de composés chimiques est vu comme une « étape importante » par le Developmental Therapeutics Program de l'Institut national du cancer, pour « révolutionner la sélection de composés d'intérêt en mesurant la nouveauté d'une structure chimique en la comparant à composés connus ».